# H7N3
인플루엔자 A 바이러스 아형 H7N3(A/H7N3)은 종종 조류 독감 바이러스라고도 하는 인플루엔자바이러스 A형의 아형 중 하나이다.

## 역사
북아메리카에서는 2004년 2월 브리티시컬럼비아주의 여러 가금류 농장에서 H7N3의 존재가 확인되었다. 바이러스의 확산을 막기 위해 해당 농장의 동물들은 격리되었다. 가금류 농가 노동자인 사람 2명이 H7N3에 감염되었고 결막염과 가벼운 인플루엔자 유사 질병을 포함한 증상이 나타났다. 두 환자는 이후 완전히 회복되었고 오셀타미비르로 치료되었다.
H7N3은 1963년 영국의 칠면조에서 처음 발견되었다. H7N3는 1979년 이후로는 처음으로 2006년 4월 영국에서 다시 발견되었다. 이 바이러스는 영국 노퍽주의 Witford Lodge 농장에서 새들과 한 가금류 농장의 작업자를 감염시켰다. 해당 작업자에서 나타난 증상은 결막염뿐이었다. 예방을 위해 오셀타미비르가 사용되었고 35,000마리의 닭이 도살되었다.
2005년에는 대만의 철새 배설물에서 H7N3이 검출되었다.
2007년 9월 27일, 캐나다 서스캐처원주의 가금류 작업장에서 H7N3의 또 다른 발병 사례가 발견되었다. 캐나다 식품검사청(Canadian Food Inspection Agency)은 새나 새의 배설물과 접촉한 모든 건물, 자재 및 장비를 소독하고 가축을 안락사시켰다고 발표했다.
2012년 6월 멕시코 할리스코주의 약 10개 농장에서 H7N3 발병이 발견되었다. 검사한 600만 마리 이상의 새 중 170만 마리가 병에 걸린 것으로 밝혀졌다. 이 지역에서는 주로 산란용 닭을 기르며 달걀을 공급하고 있었다. 바이러스는 암탉에서 알로 전염되지 않았다.

## 참고 문헌
1. ↑  “CDC - NIOSH Publications and Products - Protecting Poultry Workers from Avian Influenza (Bird Flu) (2008-128)”. 2008. doi:10.26616/NIOSHPUB2008128. 2015년 7월 30일에 확인함.
2. ↑  “EINet -”. 《depts.washington.edu》. 2018년 12월 10일에 확인함.
3. ↑  Medical News Today article Norfolk Poultry Worker Contracts H7N3 Bird Flu Strain, UK published April 28, 2006
4. ↑  “EINet -”. 《depts.washington.edu》. 2018년 12월 10일에 확인함.
5. ↑  Canada Food Inspection Agency - News Release
6. ↑  Guerrero, Jean. “Mexico bird flu contained to 10 farms”. 《MarketWatch》. 2018년 12월 10일에 확인함.